# セスナ機

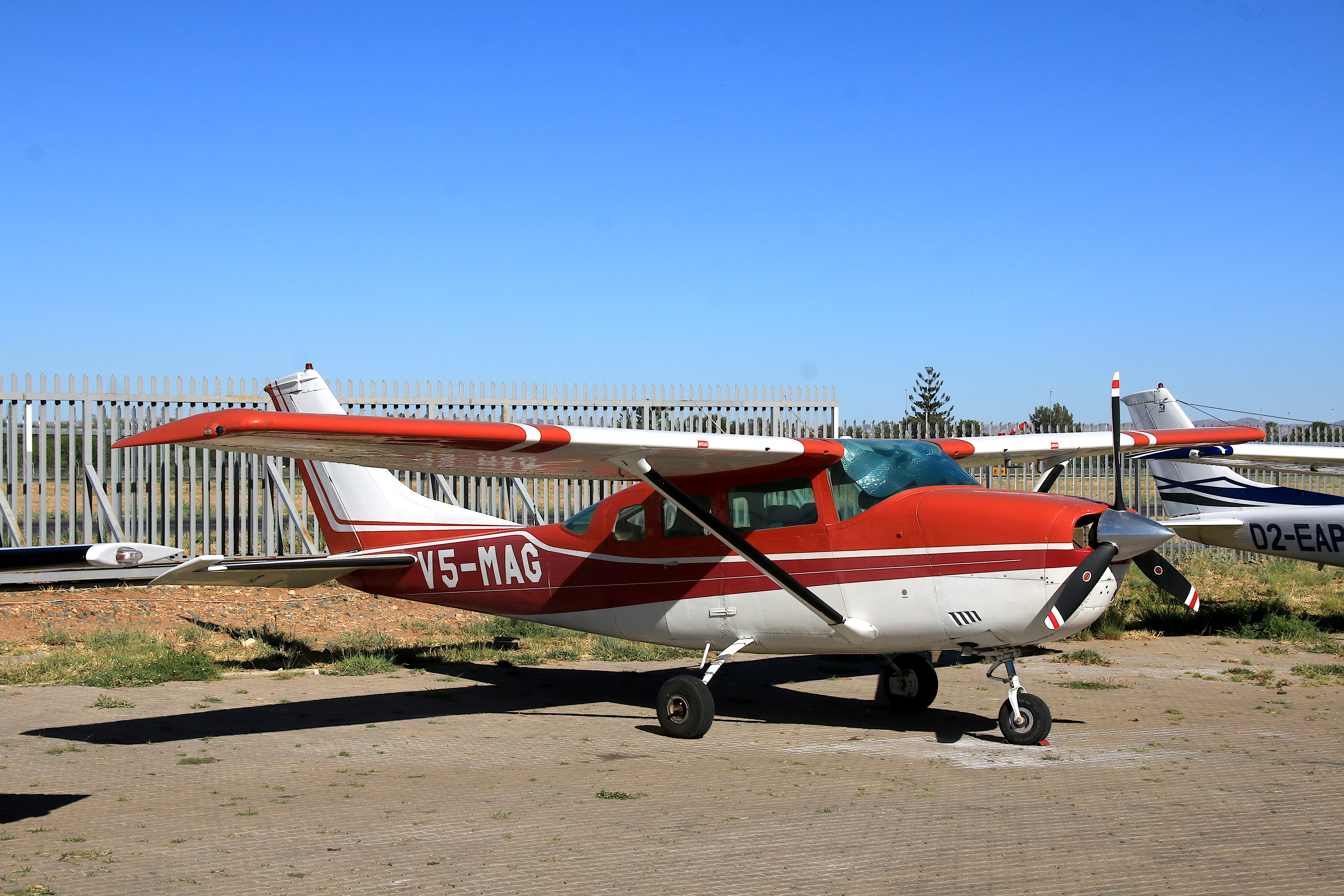
Cessna C206 Windhoek-Eros (2018)

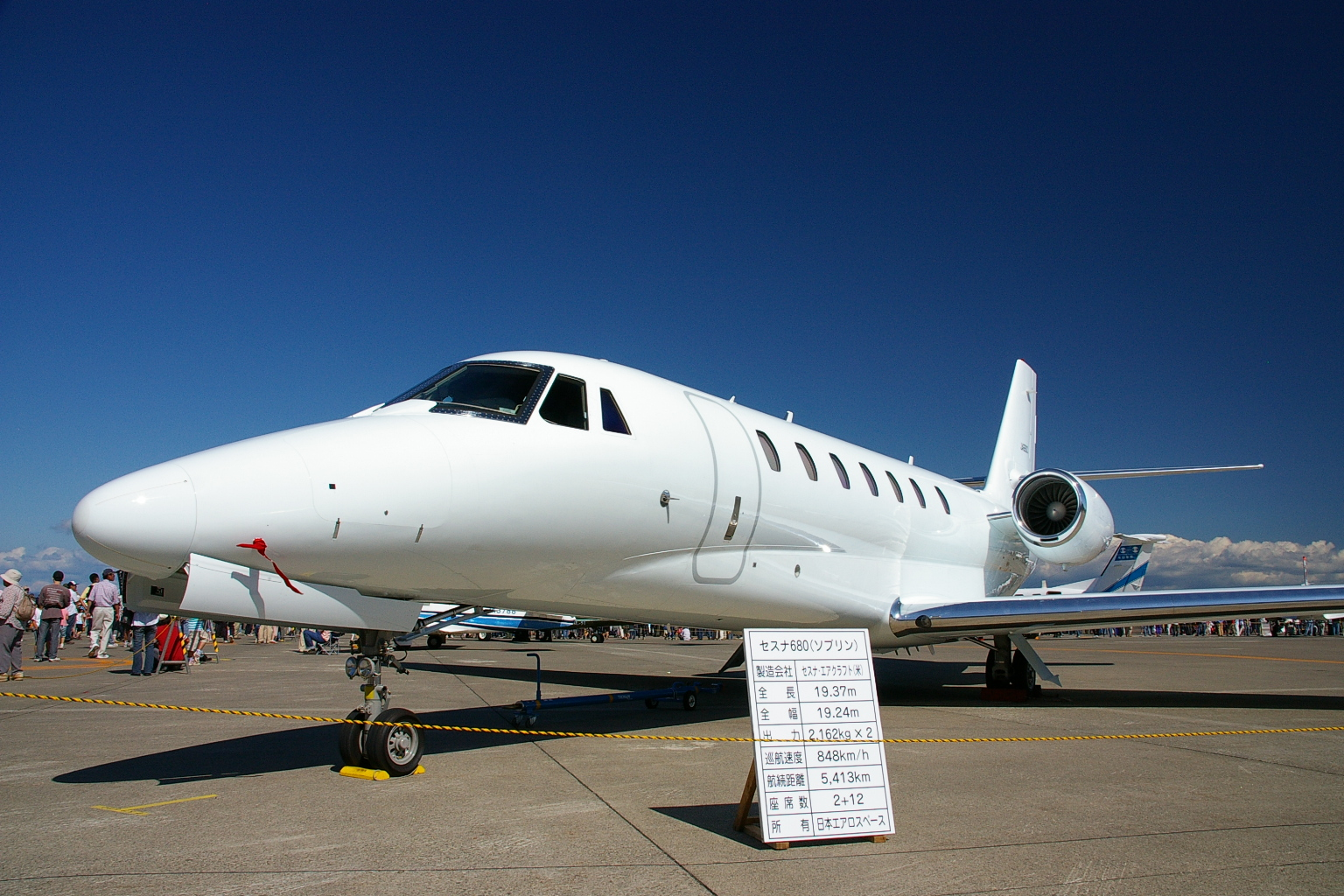
セスナ680 サイテーション・ソヴリン

セスナ機（セスナき）は、セスナ社製の飛行機（ビジネスジェット、汎用機、小型機）のこと。

## 概要
日本においては1956年から販売しているセスナ 172が世界的なベストセラーであり、日本でも大きなシェアを占めているためか「小型軽飛行機」の代名詞のように用いられることがままある（商標の普通名称化参照）。「ビーチクラフト製セスナ機」と言った言い回しもされる場合もある。
だが実際、軽飛行機の分野にはセスナ以外にも上記のビーチクラフト社など多数のメーカーが参入している。セスナ社は軽飛行機以外にもセスナ サイテーションといった小型ジェット機も製造している。
セスナ機は小型ジェット機にも分類され、短い滑走路でも離着陸が可能であるという利点がある。セスナ機等の小型航空機を本格的に運用している空港の一つにテンジン・ヒラリー空港 (別名ルクラ空港)が挙げられる。この空港は滑走路の長さは527ｍであるが、その長さでも離着陸は可能だということが分かる。ただしテンジン・ヒラリー空港への着陸には10回のテストの合格が必要のため難易度は高い。

## 運用状況
現在、最も多く販売されているセスナ172の総生産数が4万5千機であり、これは飛行機全てで見ると世界で一番多く生産された機体シリーズである。それに加え、セスナ サイテーションなどビジネスジェット機といった個人用の中型航空機も運用されており、シェア率も非常に高い。